# Berriane
Berriane (em árabe: بريان) é uma cidade e comuna localizada na província de Ghardaïa, Argélia. Segundo o censo de 2008, a população total da cidade era de 30 200 habitantes.